# Monochamus galloprovincialis

Monochamus galloprovincialis је врста инсекта из реда тврдокрилаца (Coleoptera) и породице стрижибуба (Cerambycidae). Сврстана је у потпородицу Lamiinae.

## Распрострањеност
Врста је распрострањена на подручју централне, западне и северне Европе. У Србији се среће спорадично.

## Опис
Тело је црно са мање израженим бронзаним сјајем. На пронотуму су бројне мале беложуте пеге. На елитронима су белосиве или окер томентиране мрље, код женки груписане у 2-3 попречне врпце. На задњем делу елитрона су густе и фине сивкасте длачице. Скутелум је жуто томентиран, до половине са голом линијом. Дужина тела је од 12 до 26 mm.

## Биологија
Животни циклус траје од једне до две године. Ларва се развија у сувим пањевима, стаблима и гранама, обично једну годину. Адулти се налазе на изданцима и посеченим стаблима у планинама. Као биљка домаћин јавља се бели бор. Одрасле јединке се јављају у периоду од априла до септембра. 

## Галерија
- Парење

## Статус заштите
Врста се налази на Европској црвеној листи сапроксилних тврдокрилаца.

## Синоними
- Cerambyx galloprovincialis Olivier, 1800